# Aleksandr Łazutkin (kosmonauta)
Aleksandr Iwanowicz Łazutkin (ros. Александр Иванович Лазуткин, ur. 30 października 1957 w Moskwie) – rosyjski kosmonauta, Bohater Federacji Rosyjskiej (1998).

## Życiorys
W 1981 ukończył Moskiewski Instytut Lotniczy, 1981-1984 pracował jako inżynier katedry w tym instytucie, a 1984-1992 inżynier biura konstruktorskiego Zjednoczenia „Energija”, brał udział w przygotowywaniu załóg i opracowywaniu programów przygotowania i treningów operatorów stacji kosmicznej Mir i kosmonautów do pracy na statkach kosmicznych. W 1985 ukończył Państwowe Centralne Kursy Zaocznej Nauk Języków Obcych, w 1992 został włączony w oddział kosmonautów. Od 10 lutego do 15 sierpnia 1997 odbywał lot kosmiczny jako inżynier pokładowy statku kosmicznego Sojuz TM-25 i stacji kosmicznej Mir. Spędził w kosmosie 184 dni, 22 godziny i 7 minut. 10 kwietnia 1998 otrzymał tytuł Bohatera Federacji Rosyjskiej; otrzymał też medale zagraniczne. 
W oddziale kosmonautów pracował do 2008.
Stowarzyszenie Uczestników Lotów Kosmicznych (Association of Space Explorers) przyznało mu Universal Astronaut Insignia za lot orbitalny (nr 353).